# Lenteja verdina

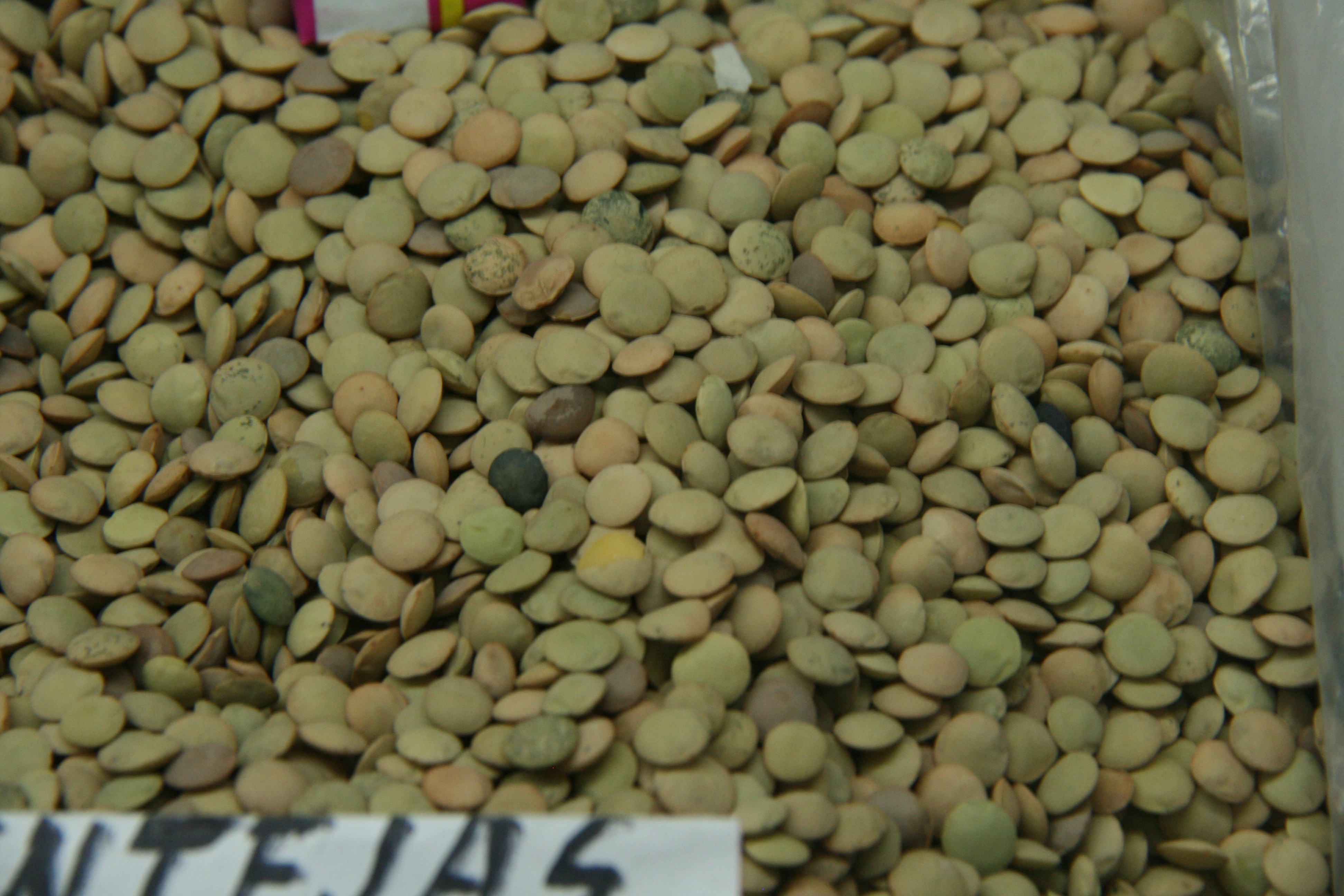
Lentejas verdinas.

Las lentejas verdinas (denominadas igualmente  lenteja verde de Puy o simplemente lenteja de Puy) es un tipo de lenteja (Lens culinaris de la variedad dupuyensis) cultivado en ciertas partes de Castilla y León. La lenteja es originaria de la región de "Le Puy-en-Velay" (Francia), denominada "Lentille verte du Puy" (Lens esculenta puyensis) y cuenta con denominación de origen protegida a nivel Europeo "Apellation d’Origine Protégée". De tamaño pequeño, su color varía entre el verde y el verde amarillento con manchas oscuras. Conocida, por esta razón, en España como lenteja francesa. 

## Propiedades
Se cultiva en la provincia de Valladolid, en la provincia de León, en la provincia de Palencia y en la provincia de Burgos. El tamaño del grano oscila entre 3 a 4 milímetros de diámetro. Las normativas de calidad alimentaria suelen fijar unos calibres mínimos y máximos para cada variedad de lenteja. Se suele sembrar entre marzo y abril, se cosecha de julio a septiembre. Se aconseja, al igual que otras legumbres, conservar en lugar fresco seco y no expuesto a la luz.

## Usos
Se utiliza en purés y cremas. Las verdes de Puy son muy utilizadas para ensaladas y en potes de legumbres tradicionales de Castilla. La 
verdina es una variedad muy apreciada sobre todo para la elaboración de platos con productos de la matanza del cerdo.

## Denominación de origen
Este tipo de lentejas, bajo la denominación Lentille verte du Puy, están reconocidas en Francia como appellation d'origine contrôlée (AOC) desde 1935. Desde 1997, es una denominación de origen protegida (PDO) ante la Unión Europea. A nivel internacional, cuenta con registro como denominación de origen, conforme al Sistema de Lisboa, ante la Organización Mundial de la Propiedad Intelectual, desde el 20 de diciembre de 1967.